# Янковский, Иван Казимирович
Ива́н Казими́рович Янко́вский (1881 — ?) — российский инженер, городской архитектор Екатеринбурга (1907—1914).

## Биография
В 1904 году окончил Институт гражданских инженеров в Петербурге. С 1906 года работал в Екатеринбурге, занимая в 1907—1914 годы должность городского архитектора.

## Творчество
В творчестве И. К. Янковского прослеживаются стилевые формы эклектики и модерна.
Автор градостроительных проектов Екатеринбурга:
- второй женской гимназии (1908);
- изменения генплана застройки Хлебной, Щепной и Сенной площадей (1909—1911);
- плана Театральной площади со зданиями нового городского театра и музея Уральского общества любителей естествознания (1911);
- торговых корпусов на западной стороне Торговой площади (1911);
- гостиного двора (на основе всероссийского конкурса, 1913).

По его проектам построены:
- жилые дома Линдерс (1906), Голландского (1910), Обтемперанских (1912)[5];
- жилой дом В. И. Иванова на Колобовской улице (1912)[6] — после пожара здание было перенесено на Пролетарскую улицу, № 10; ныне — музей «Литературная жизнь Урала XX века»[7];
- дом доктора Сяно (улица Карла Либкнехта, 2)[7];
- земская школа на западной границе Хлебной площади (1911—1915)[8][9]; ныне — Уральский филиал Государственного центра современного искусства (улица Добролюбова, 19А)  памятник архитектуры (местного значения)

В 1912 году руководил отделкой разработанных им интерьеров оперного театра (1912).

## Комментарии
1. ↑  Возможная дата рождения — 14 июня 1881[1].
2. ↑  Дата смерти не установлена. В источниках имеются указания «после 1913»[2], «после 17.08.1914»[3]. По неподтверждённым данным — в 1929 году работал в комитете государственных сооружений (Москва)[4].